# H. Brulé et Cie
H. Brulé et Cie est un constructeur automobile français.

## Production
L’entreprise basée à Paris a commencé à produire des automobiles en 1900. L’usine était située au 31-33, rue Boinod . Maison J. Hermann-Lachapelle et J. Boulet. Le nom de marque était Brulé-Ponsard. Il y avait une relation d’affaires avec Ponsard-Ansaloni. En 1901, la production de ses propres automobiles et de ses propres véhicules utilitaires prend fin. De 1901 à 1905, seuls les camions à vapeur ont été construits sous licence par la société britannique Thornycroft. Cependant, l’époque des véhicules à vapeur était déjà révolue et Brulé fut l’un des derniers exposants au Salon de l’Automobile de Paris de 1905 avec un tel produit. La fin définitive de la production a eu lieu en 1905.